# Thomas Dybdahl
Thomas Dybdahl (né le 12 avril 1979 à Sandnes) est un auteur, compositeur, interprète norvégien.

## Biographie
Thomas Dybdahl lance sa carrière musicale comme guitariste dans le groupe Quadraphonics, qui édite les EP Bird (en 2000) et John Wayne (en 2001). Ces deux opus n'ont pas le succès escompté, si bien que Thomas décide d'entamer une carrière solo.
En 2002, sort ainsi son premier album intitulé … That Great October Sound.

## Discographie

### Collaborations
- Dans l'album Dive Deep de Morcheeba (2007) : trois titres, Riverbed, Sleep on It Tonight et Washed Away

### Autres projets
- Quadrophonics - Q (1998)
- The National Bank - The National Bank (2004)
- The National Bank - Come On Over To The Other Side (2008)

### DVD
- That Great October DVD (2003)
- That Great October DVD - Version remasterisé (2005)